# Tunel Pajares
Túnel de Pajares je železniční tunel ve Španělsku. Skládá se ze dvou paralelních tubusů, jednoho pro každý směr dopravy a je dlouhý 24,6 km, což ho činí druhým nejdelším ve Španělsku po tunelu Guadarrama a šestým nejdelším v Evropě. Otevřen byl v listopadu 2023. Nachází se na vysokorychlostní trati León–Asturie v Kantaberském pohoří. Na jeho stavbu bylo použito pět tunelovacích štítů a výstavba stála 3,5 miliardy eur (původní plánovaná cena byla 1,7 miliardy eur).
Jedná se o dva jednokolejné tunely propojené každých 400 metrů únikovými štolami. Kromě toho se v polovině tunelu nachází velká stanice s možností evakuace až 1200 lidí a tunel je v pravidelné vzdálenosti vybaven požárními ventilátory. Jeden z tunelů má tradiční španělský rozchod kolejí, druhý klasický evropský, používaný na vysokorychlostních tratích.  
Ražba byla na jižní straně zahájena v červenci a září 2005 a v dubnu a červnu 2006 i na straně severní a měla být dokončena v roce 2012 Výstavbu doprovázely problémy s podzemní vodou, což stavbu o několik let protáhlo a prodražilo. Zkoušky spolehlivosti byly zahájeny koncem února 2023 a tunel byl slavnostně otevřen 29. listopadu 2023.